# Hellville de Tour
Hellvile de Tour 08-09 fue una gira del músico español Enrique Bunbury de su quinto álbum de estudio Hellville de Luxe. La gira empezó en Zaragoza el 6 de septiembre de 2008 en la Feria de Muestras y terminó el 14 de noviembre de 2009 en Cancún. El “Hellville de Tour 08-09” fue presenciado, tras quince meses de gira, por más de medio millón de personas en 70 conciertos.

## Fechas del Tour
| Fecha                 | Ciudad                 | País           | Lugar                                        |
| --------------------- | ---------------------- | -------------- | -------------------------------------------- |
| 6 de septiembre 2008  | Zaragoza               | España         | Feria de muestras de Zaragoza                |
| 13 de septiembre 2008 | Guadalajara            | España         | Estadio Fuente de la Niña                    |
| 20 de septiembre 2008 | Murcia                 | España         | Paraje de la Rafa                            |
| 26 de septiembre 2008 | Córdoba                | España         | Teatro de la Axerquía                        |
| 4 de octubre 2008     | La Coruña              | España         | Coliseum                                     |
| 11 de octubre 2008    | Barcelona              | España         | Palau Sant Jordi                             |
| 18 de octubre 2008    | Mérida                 | España         | Plaza de toros                               |
| 23 de octubre 2008    | Madrid                 | España         | Palacio de los Deportes                      |
| 30 de octubre 2008    | Distrito Federal       | México         | Palacio de los Deportes                      |
| 2 de noviembre 2008   | Guadalajara            | México         | Auditorio Telmex                             |
| 8 de noviembre 2008   | San Sebastián          | España         | Velódromo de Anoeta                          |
| 15 de noviembre 2008  | Salamanca              | España         | Multiusos Sánchez Paraíso                    |
| 22 de noviembre 2008  | Sevilla                | España         | Centro Deportivo San Pablo                   |
| 28 de noviembre 2008  | Granada                | España         | Coliseo Ciudad de Atarfe                     |
| 12 de diciembre 2008  | Valencia               | España         | Pabellón Fuente de San Luis                  |
| 20 de diciembre 2008  | Madrid                 | España         | Joy Eslava                                   |
| 17 de febrero 2009    | Nueva York             | Estados Unidos | Roseland Ballroom                            |
| 19 de febrero 2009    | Chicago                | Estados Unidos | Aragon Ballroom                              |
| 21 de febrero 2009    | Houston                | Estados Unidos | House of Blues                               |
| 26 de febrero 2009    | Los Ángeles            | Estados Unidos | Gibson                                       |
| 1 de marzo 2009       | Las Vegas              | Estados Unidos | House of Blues                               |
| 3 de marzo 2009       | Tijuana                | México         | El Foro                                      |
| 4 de marzo 2009       | Tijuana                | México         | El Foro                                      |
| 7 de marzo 2009       | Ciudad Juárez          | México         | Estadio Carta Blanca                         |
| 11 de marzo 2009      | Guadalajara            | México         | Arena VFG                                    |
| 14 de marzo 2009      | Acapulco               | México         | Mundo Imperial                               |
| 18 de marzo 2009      | Torreón                | México         | Coliseo Centenario                           |
| 20 de marzo 2009      | Monterrey              | México         | Arena Monterrey                              |
| 22 de marzo 2009      | San Luis Potosí        | México         | Parque Tangamanga                            |
| 25 de marzo 2009      | Puebla                 | México         | Siglo XXI                                    |
| 26 de marzo 2009      | Puebla                 | México         | Siglo XXI                                    |
| 29 de marzo 2009      | Distrito Federal       | México         | Foro Sol                                     |
| 31 de marzo 2009      | León                   | México         | Domo Feria                                   |
| 2 de abril 2009       | Querétaro              | México         | Plaza de Toros                               |
| 4 de abril 2009       | Aguascalientes         | México         | Lienzo de la Villa Charra                    |
| 5 de abril 2009       | Distrito Federal       | México         | Auditorio Plaza Condesa                      |
| 13 de junio 2009      | Zaragoza               | España         | Pabellón Príncipe Felipe                     |
| 17 de junio 2009      | Varsovia               | Polonia        | Klub Proxima                                 |
| 20 de junio 2009      | Madrid                 | España         | Plaza de Toros                               |
| 26 de junio 2009      | Barcelona              | España         | Gran Teatro del Liceo                        |
| 27 de junio 2009      | Barcelona              | España         | Gran Teatro del Liceo                        |
| 4 de julio 2009       | Gijón                  | España         | Plaza de Toros                               |
| 10 de julio 2009      | Valencia               | España         | Explanada de los Jardines de Viveros         |
| 16 de julio 2009      | Santa Cruz de Tenerife | España         | Palacio de Deportes de Sta. Cruz de Tenerife |
| 18 de julio 2009      | Santurce               | España         | Explanada de la Antigua Estación de Renfe    |
| 25 de julio 2009      | Castellón              | España         | Plaza de toros                               |
| 30 de julio 2009      | Sos del Rey Católico   | España         | Lonja Medieval                               |
| 1 de agosto 2009      | Estepona               | España         | Estadio Francisco Muñoz Pérez                |
| 16 de septiembre 2009 | Zacatecas              | México         | Teatro del Pueblo                            |
| 18 de septiembre 2009 | Tlaxcala               | México         | Estadio Tlahuicole                           |
| 21 de septiembre 2009 | Hermosillo             | México         | Expo Forum                                   |
| 24 de septiembre 2009 | Chiapas                | México         | Poliforum Chiapas                            |
| 25 de septiembre 2009 | Chiapas                | México         | Poliforum Chiapas                            |
| 1 de octubre 2009     | Ciudad de Guatemala    | Guatemala      | Domo CDAG                                    |
| 3 de octubre 2009     | San José               | Costa Rica     | Palacio de los Deportes                      |
| 8 de octubre 2009     | Quito                  | Ecuador        | Agora Casa de Cultura                        |
| 11 de octubre 2009    | Sígsig                 | Ecuador        | Estadio municipal                            |
| 15 de octubre 2009    | Bogotá                 | Colombia       | Teatro Downtown Majestic                     |
| 16 de octubre 2009    | Bogotá                 | Colombia       | Teatro Downtown Majestic                     |
| 22 de octubre 2009    | Lima                   | Perú           | Explanada del Estadio Monumental             |
| 26 de octubre 2009    | Santiago de Chile      | Chile          | Teatro Caupolicán                            |
| 29 de octubre 2009    | Córdoba                | Argentina      | Estadio Cubierto Club Juniors                |
| 31 de octubre 2009    | Buenos Aires           | Argentina      | Luna Park                                    |
| 4 de noviembre 2009   | Los Ángeles            | Estados Unidos | Teatro Nokia                                 |
| 6 de noviembre 2009   | San Diego              | Estados Unidos | 4TH and B                                    |
| 8 de noviembre 2009   | San Francisco          | Estados Unidos | The Warfield                                 |
| 11 de noviembre 2009  | Distrito Federal       | México         | Estadio Azteca                               |
| 14 de noviembre 2009  | Cancún                 | México         | Plaza de Toros                               |

## Lista de canciones
Canciones interpretadas a lo largo de la gira:
- El Club de los Imposibles
- La Señorita Hermafrodita
- El anzuelo
- Hay muy poca gente
- Bujías para el dolor
- Ahora
- Sólo si me perdonas
- Doscientos huesos y un collar de calaveras
- Irremediablemente cotidiano
- Porque las cosas cambian
- Puta desagradecida
- Sácame de aquí
- De mayor
- El extranjero
- Alicia
- Desmejorado
- La herida
- Ahora
- Contar contigo
- Infinito
- El hombre delgado que no flaqueara jamás
- Los restos del naufragio
- Sí
- El porqué de tus silencios
- No fue bueno, pero fue lo mejor
- El rescate
- Apuesta por el Rock'n'Roll
- Lady Blue
- Que tengas suertecita
- Si no fuera por ti
- Aquí
- Una canción triste
- One, Two, Three
- El viento a favor
- El hijo del pueblo
- No me llames cariño
- Canto (el mismo dolor)
- El jinete
- ...Y al final
- El tiempo de las cerezas
- La chispa adecuada

## Músicos
- Enrique Bunbury: voz, guitarra acústica
- Álvaro Suite: guitarras y mandolina
- Jordi Mena: guitarras, dobro, lap steele, banjo y mandolina
- Robert Castellanos: bajo
- Jorge Rebenaque: hammond, piano y acordeón
- Ramón Gacías: batería y percusión